# ヴィトール
ヴィトール、ビトール (Vitor, Vítor) は、ポルトガル語圏の男性名。ヴィトー、ビトーと表記されることも。

## 名

### ブラジル人
- ビトー・ヒベイロ - 柔術家、総合格闘家。
- ヴィトー・ミランダ - キックボクサー、総合格闘家。
- ビクトー・ベウフォート - 総合格闘家。
- パウロ・ヴィトール・バレート・デ・ソウザ - サッカー。
- ヴィトール・シルバ・アシス・デ・オリベイラ・ジュニオール - サッカー。
- ヴィトール・メイラ - ドライバー。

### ポルトガル人
- ヴィトール・ペレイラ - サッカー。
- ビトール・バイーア - サッカー。
- ビトル・ウーゴ・ゴメス・パッソス - サッカー。